# Gracz (powieść Fiodora Dostojewskiego)
Gracz (ros. Игрок) – powieść napisana w 1866 przez Fiodora Dostojewskiego.
Gracz został napisany w ciągu miesiąca. Dostojewski za uzyskane honorarium spłacił swoje karciane długi. Powieść zawiera wiele wątków autobiograficznych. Autor był hazardzistą, podobnie jak bohater książki. Obsesyjne uczucie do kobiety było również i jego udziałem. Obiekt jego uczuć ma na imię Polina, dokładnie tak, jak ówczesna towarzyszka pisarza, Polina Susłowa. Fikcyjne miejsce akcji - Ruletenburg także przypomina Baden-Baden, Wiesbaden czy Marienbad.
Na podstawie powieści Siergiej Prokofjew napisał operę. Powstało też kilka adaptacji filmowych.

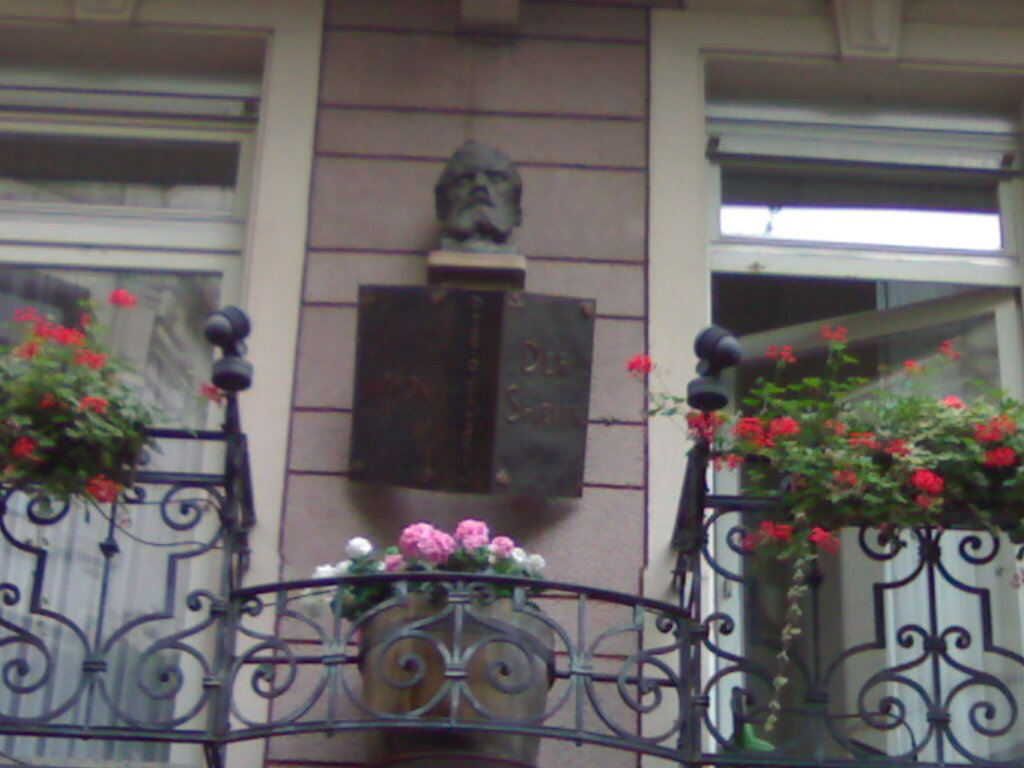
Tablica pamiątkowa w kształcie książki z niemieckojęzycznym tytułem Gracz (Der Spieler) na ścianie domu w którym w Baden-Baden Dostojewski napisał swoje dzieło

## Postacie
- Aleksy Iwanowicz
- Generał
- Maria Fillipowa
- Polina Aleksandrowna
- Antonida Wasilewna (Babcia)
- Madame La Comtesse
- Markiz De Grieux
- Mr. Astley

## Ekranizacje powieści
- 1938 – Roman eines Spielers – reż. Gerhard Lamprecht(inne języki)
- 1948 – Wielki grzesznik – reż. Robert Siodmak
- 1958 – Le joueur – reż. Claude Autant-Lara
- 1972 – Igrok – reż. Michał Olszewski
- 1974 – The Gambler(inne języki) - reż. Karel Reisz